# Вирья (буддизм)
Вирья (санскр. vīrya, пали viriya) — это индуистский термин, который обычно переводят как «энергичность», «усердие», «мужество» или «усилие». Оно подразумевает приятное ощущение от занятия полезной деятельностью, что побуждает человека к совершению благих или добродетельных поступков. Это одна из основных добродетелей (парамит) в буддийской практике, которая обеспечивает устойчивость в усилии достижения высшей цели.

## Этимология
Вирья буквально означает «состояние сильного человека». В ведической литературе этот термин часто ассоциируется с героизмом, доблестью и отвагой. В буддизме этот термин в более общем смысле относится к «энергии» или «напряжению» практикующего и неоднократно определяется как необходимое условие для достижения освобождения.

## Психический фактор
В буддийских учениях Абхидхармы вирья определяется как:
- один из шести случающихся время от времени умственных факторов в Абхидхамме тхеравады;
- один из одиннадцати добродетельных факторов ума в Абхидхарме махаяны.

В этом контексте вирья означает радостное отношение к тому, что благотворно; его функция — побуждать человека совершат благие действия.
В Абхидхарма-самуччая говорится:
Что такое вирья ? Это ум, стремящийся быть всегда активным, преданным, непоколебимым, не возвращаться назад и быть неутомимым. Он совершенствует и осознает, что способствует положительному.
В контексте Абхидхармы махаяны вирья обычно переводится как усердие.

## В палийской литературе
В буддийской палийской литературе вирья описывается как крайне важный компонент следующих наборов качеств, ведущих к просветлению (пали bodhi-pakkhiyā-dhammā, бодхи-паккия-дхамма):
- пять духовных способностей (индрия);
- пять сил (бала);
- десять или шесть «совершенств» (парамиты);
- семь факторов просветления (бодджханга).

В комментарии Буддагхоши к Дигха-никае вирья занимает 7-е место в списке парамит. В Китагири сутте МН 70 Будда наставляет своих последователей:
Это естественно для верующего ученика, который нацелен на постижение Учения Учителя, что он будет вести себя так: «Пусть останутся только кожа, сухожилия и кости, пусть высохнет плоть и кровь в моём теле, но я не позволю своему усердию ослабнуть, пока не достигну того, что может быть достигнуто человеческой силой, старанием (пали purisa-viriyena), рвением.

## В махаяне
Вирья известна как четвёртая парамита (после щедрости — дана, нравственности — шила и терпения — кшанти) следующего путем бодхисаттвы. Отождествляется с «усилием ради блага», необходимым для достижения «заслуги» (пунья) и истинного знания (джняна). Вирья подробно описана в «Махапраджняпарамита-шастре» и в «Бодхичарья-аватаре» Шантидэвы.

## Прочие характеристики
В системе совершенств опорой служит добродетель терпения (кшанти), а сама вирья является базой для практики медитации (дхьяна). Она рассматривается как хранилище всех достижений, поскольку без неё вся «заслуга» вступившего на путь бодхисаттвы утрачивается.
Вирью можно пробудить сильными чувствами самвеги и практикой кладбищенской медитаций, как описано в Сатипаттхана сутте.